# Namib
Namib je velika pustinja u jugozapadnoj Africi. Ime Namib na nama jeziku znači „prostrano mjesto” i doista pustinja zauzima područje od oko 50.000 km2, pružajući se nekih 1.600 km duž Atlantskog oceana obalom Angole, Namibije (država Namibija je dobila ime po pustinji) i Južne Afrike. Od istoka na zapad njena širina varira između 50 i 160 km.

## Opis
Ovo područje se smatra najstarijom pustinjom na svijetu, koja je ovakve sušne i polusušne uvjete imala bar 80 milijuna godina. Njenu neplodnost izaziva oštar suhi zrak koga rashlađuje hladna benguelska struja koja teče duž obale. Pustinja ima manje od 10 mm kiše godišnje i gotovo je u potpunosti neplodna.
Iako je pustinja gotovo nenastanjena i nepristupačna, postoje povremena naselja u Sesriemu, blizu poznatog Sossusvleia i velike skupine pješčanih dina koje su, s visinom do 340 metara, najviše pješčane dine na svijetu.
Međusobno djelovanje vlažnog zraka s mora i suhog zraka iz pustinje izaziva ogromne magle, oko 180 dana godišnje. Zbog toga je tzv. „Namibijsko pješćano more”, glavnina Namiba površine od 3 milijuna hektara, upisano na UNESCO-ov popis mjesta svjetske baštine u Africi 2013. godine kao „jedina obalna pustinja na svijetu u kojoj na prostrana polja dina djeluje magla”. Naime preko polustvrdnutog sustava drevnih dina kreće se mlađi sustav nastao od materijala iz tisuća kilometara udaljene unutrašnjosti, donesen rijekama Carunjamba (sjeverna granica Namiba) i Olifants (južna granica Namiba), oceanskim strujama i vjetrom. Ovaj krajolik iznimne ljepote sastoji se od polja šljunka, obalnih ravnica, stjenovitih brda, hridi unutar ergova, obalnih laguna i kratkotrajnih rijeka.
Zajedno s Obalom kostura koja čini sjevernu obalu Namiba, Namib je poznat i kao mjesto mnogih brodoloma, uglavnom zbog namibske magle. Neki od potopljenih brodova mogu se naći i po 50 metara duboko na obali, jer pustinja lagano klizi prema moru, lagano zauzimajući more.
Jedini izvor vode u pustinji je magla koja je zaslužna za veliki broj neobičnih vrsta biljaka i životinja koji se mogu pronaći samo u ovoj pustinji. Endemske vrste beskralježnjaka, reptila i sisavaca su se prilagodili brojnim i stalno izmjenjivim mikrohabitatima i ekološkim nišama. U blizini mora su hladne oceanske vode prepune riba i tu obitava velika populacija južnog tuljana krznaša i morskih ptica, kojima se hrane tzv. „lavovi Obale kostura”. Prema unutrašnjosti se nalazi Nacionalni park Namib-Naukluft, najveći lovni park u Africi, u kojemu obitava određeni broj afričkih slonova, planinskih zebri i drugih velikih životinja.
Namib je važna lokacije za iskopavanja tungstena, soli i dijamanata.
- Sossusvlei je slano i glinovito područje nastalo slivanjem povremenih rijeka okruženo velikim dinama.
- Gusta jutarnja magla s oceana kod Sossusvleija
- Endemska i monotipska Welwitschia mirabilis se smatra za „živi fosil” Namiba
- Oriks antilopa je najveći papkar Namiba

## Flora i fauna

### Animalia

#### Aves
- Bubo africanus
- Phalacrocorax carbo

#### Coleoptera
- Pachysoma denticolle

#### Hymenoptera
- Camponotus detritus

#### Mammalia
- Acinonyx jubatus
- Antidorcas marsupialis
- Arctocephalus pusillus
- Canis mesomelas
- Crocuta crocuta
- Desmodillus auricularis
- Eremitalpa granti
- Gerbillurus tytonis
- Hyaena brunnea
- Micaelamys namaquensis
- Oryx gazella

#### Hemiptera
- Paracoccus mutabilis
- Pseudococcus calceolariae

#### Reptilia
- Bitis peringueyi
- Meroles cuneirostris
- Ptenopus kochi

### Fungi
- Phaeophyscia orbicularis
- Teloschistes flavicans
- Xanthoparmelia hueana

### Plantae
- Aloe dichotoma
- Cullen tomentosum
- Euphorbia gummifera
- Euphorbia namibensis
- Faidherbia albida
- Massonia depressa
- Vachellia erioloba
- Welwitschia mirabilis

## Vanjske poveznice
- Namib na namibian.org (engl.)
- Namib na stranicama WWF-a (engl.)

|  | Zajednički poslužitelj ima još gradiva o temi Namib |